# Харьковка (Красноярский край)
Харьковка — деревня в Дзержинском районе Красноярского края. Входит в состав Орловского сельсовета.

## История
Основана в 1911 году. По данным 1926 года в деревне имелось 34 хозяйства и проживало 175 человек (87 мужчин и 88 женщин). В национальном составе населения преобладали русские. В административном отношении Харьковка входила в состав Орловского сельсовета Рождественского района Канского округа Сибирского края.

## Население
| 2010 |
| ---- |
| 4    |

## Улицы
- ул. Заречная,
- ул. Лесная,
- ул. Центральная.